# Asplenium × recoderi
Asplenium × recoderi là một loài dương xỉ trong họ Aspleniaceae. Loài này được Aizpuru & Catal mô tả khoa học đầu tiên năm 1986.
Danh pháp khoa học của loài này chưa được làm sáng tỏ. 